# Église Saint-Médard de Saint-Médard-en-Jalles
L'église Saint-Médard est située à Saint-Médard-en-Jalles, en Gironde. Elle date du XIe siècle et a été fortement remaniée aux XVe siècle et XIXe siècle. De l'église originelle, il ne reste qu'une absidiole.
L'absidiole Sud et la travée voisine sous clocher ont été inscrites au titre des monuments historiques en 1925.

## Description
Saint Médard (458-545) était l'évêque de Soissons, au VIe siècle. Son culte s'est répandu, notamment dans le sud-ouest de la France, au VIIe siècle. Au pied de l'église se trouvent des sépultures mérovingiennes des VIe et VIIe siècles découvertes en 1973 et 1987. L'utilisation religieuse du lieu remonterait donc au moins à cette époque.
L'édifice lui-même, de style roman, date du XIe siècle. Le chevet comporte une abside principale, orientée vers l'est, entourée d'une absidiole (l'actuelle chapelle Saint-Jean) qui jouxte le clocher, au sud et de la chapelle de la Vierge et de la chapelle Saint-Yves au nord. Cette dernière date du XVIIe siècle.
Le clocher, carré, soutenu par un contrefort, date du XIVe siècle. L'escalier hélicoïdal pour y monter est extérieur, dans une tour fine. Les deux cloches de bronze datent de 1872. En effet, le 28 mai 1871, jour de la Pentecôte, s'est fendue une cloche qui a été coulée en 1605 ; elle avait pour parrain et marraine Noble Jean Joseph Destignols (seigneur du Tilh) et Damoiselle Jehanne Bernier, femme de Mr de Gaiac, conseiller du Roy.
L'église est fortement dissymétrique. Son entrée principale, un portail néoroman datant du Second Empire, se trouve du côté sud de la nef. Il est composé d'arcs semi-circulaires reposant sur huit colonnes dont les chapiteaux sont sculptés. Au-dessus se trouve un fronton triangulaire nu soutenu par des corbeaux représentant les douze signes du zodiaque.
L'édifice comporte deux nefs contiguës, séparées par cinq arches reposant sur six colonnes. La dernière travée date du XIXe siècle et sa construction a nécessité la destruction du portail roman ouest d'origine, d'où le nouveau portail sud. La nef principale, qui débouche sur le chœur, est la nef sud. L'autre débouche sur l'autel de la Vierge. Leurs vitraux représentent le baptême de Jésus, sainte Thérèse d'Ávila, saint Médard et sainte Cécile. Au fond de l'église, Jésus calmant la tempête, sainte Jeanne d'Arc et saint Martin.
Les côtés du chœur sont formés de cinq pans de murs surmontés d'une voûte en quart de sphère. Les vitraux représentent les quatre évangélistes. Le tabernacle est situé dans la chapelle Saint-Jean-Baptiste, au sud, qui comporte une voûte gothique sur croisée d'ogives et un vitrail.
L'autel, l'ambon et le tabernacle, qui datent des années 1990, sont décorés de bas-reliefs en terre cuite faits par des enfants et qui représentent des scènes bibliques.
L'ancien cimetière était situé entre l'église et la grand-rue, moins large à l'époque.

## Galerie d'images

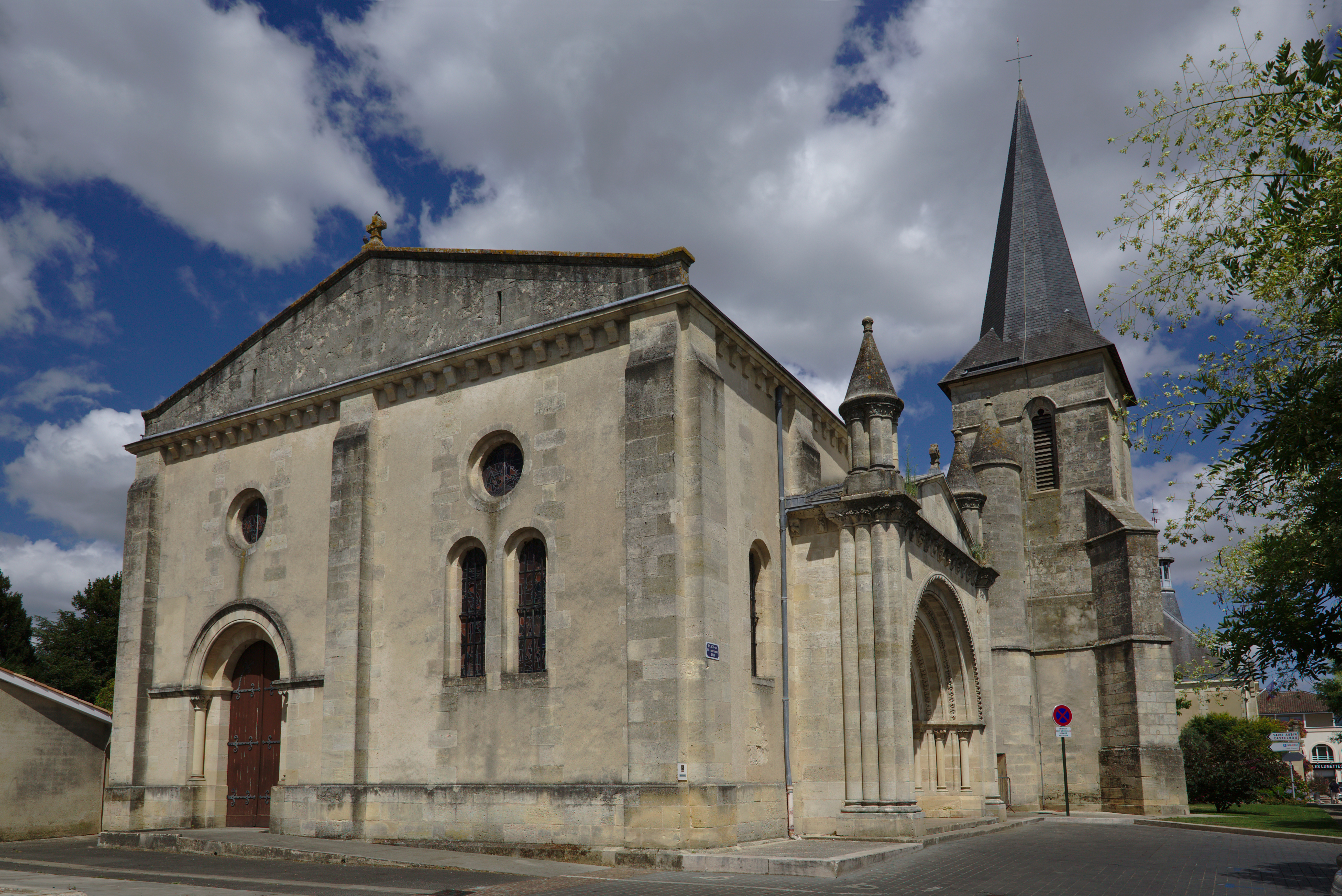
La face ouest
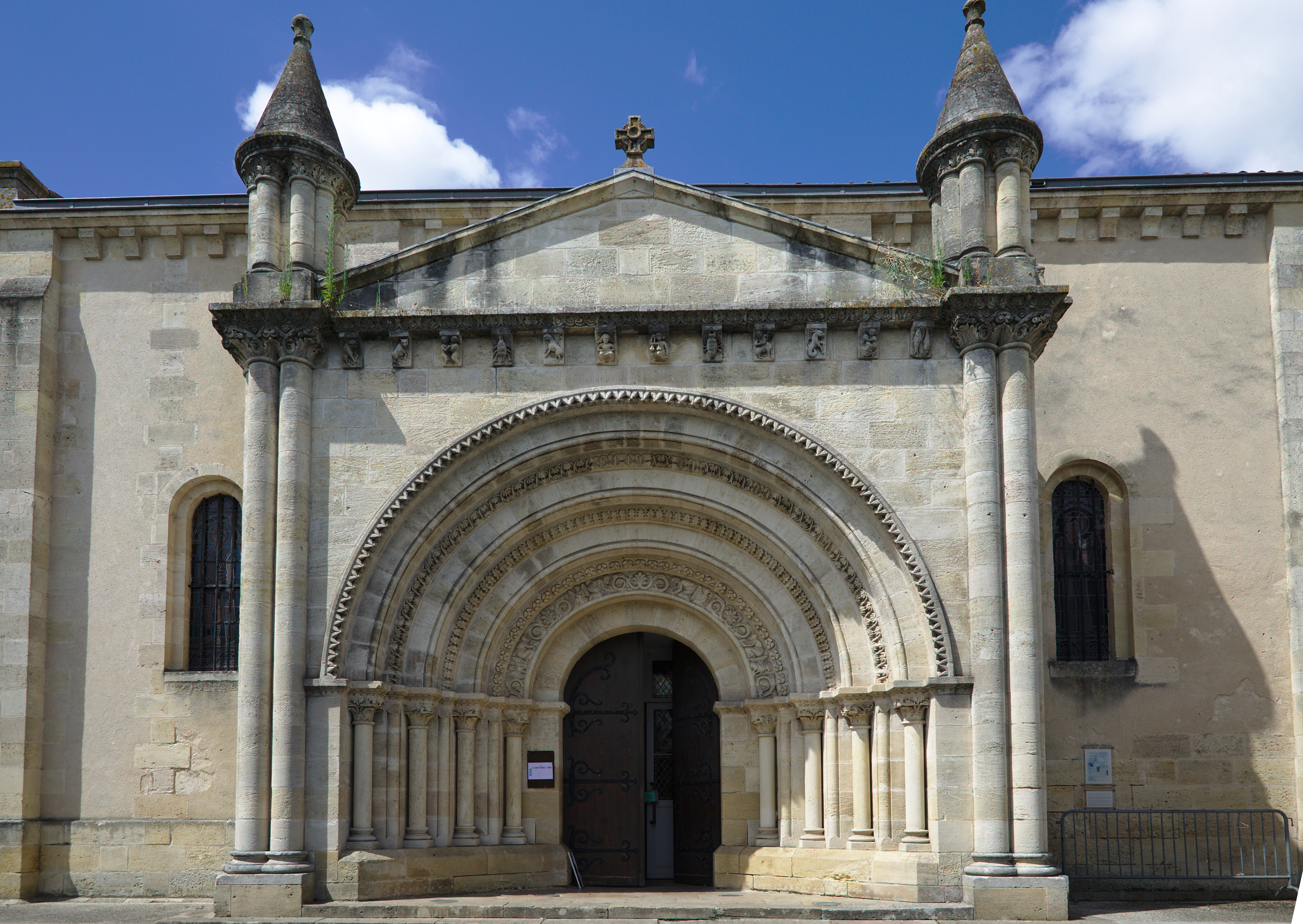
Le portail d'entrée, au sud
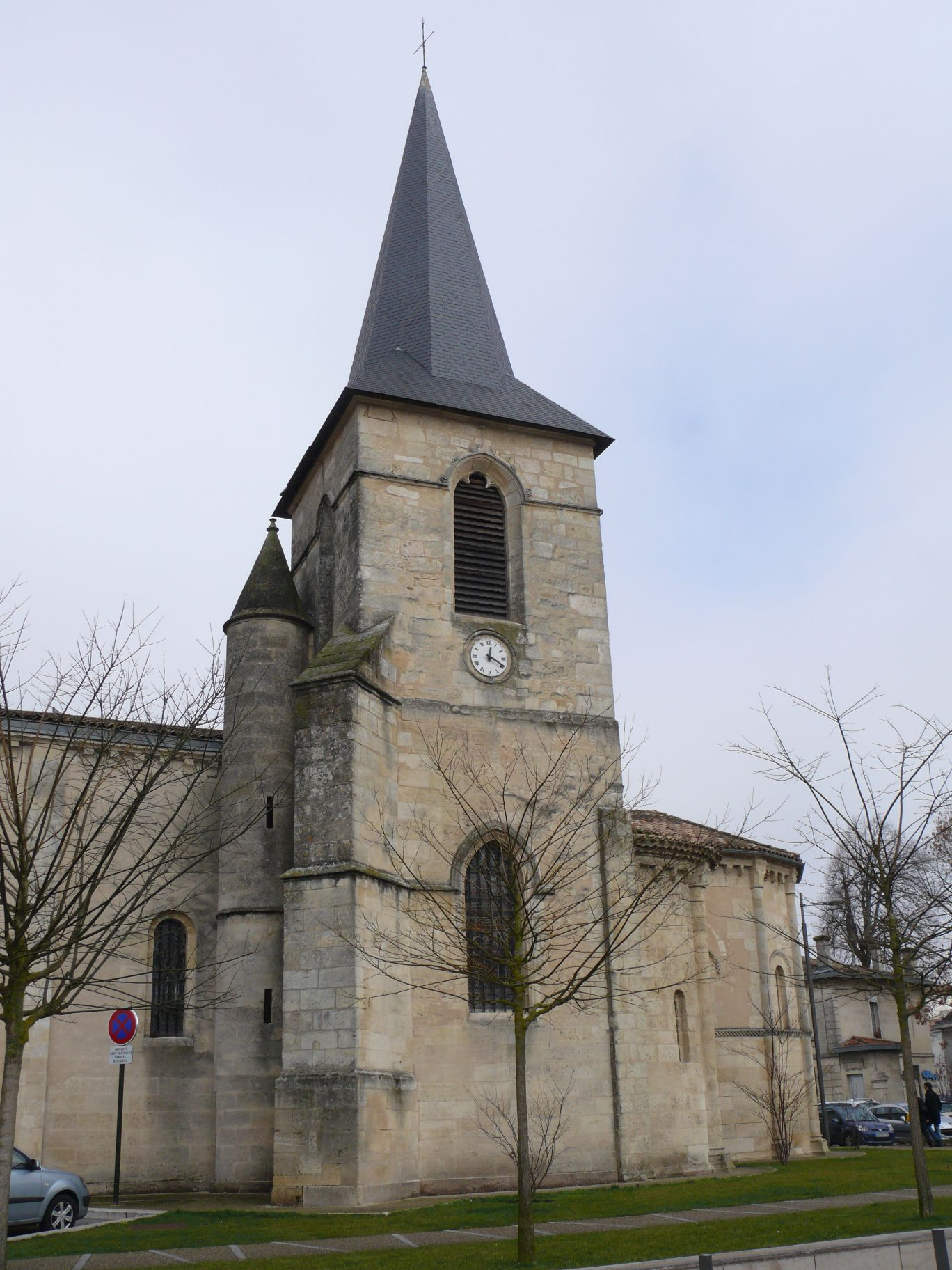
Le clocher

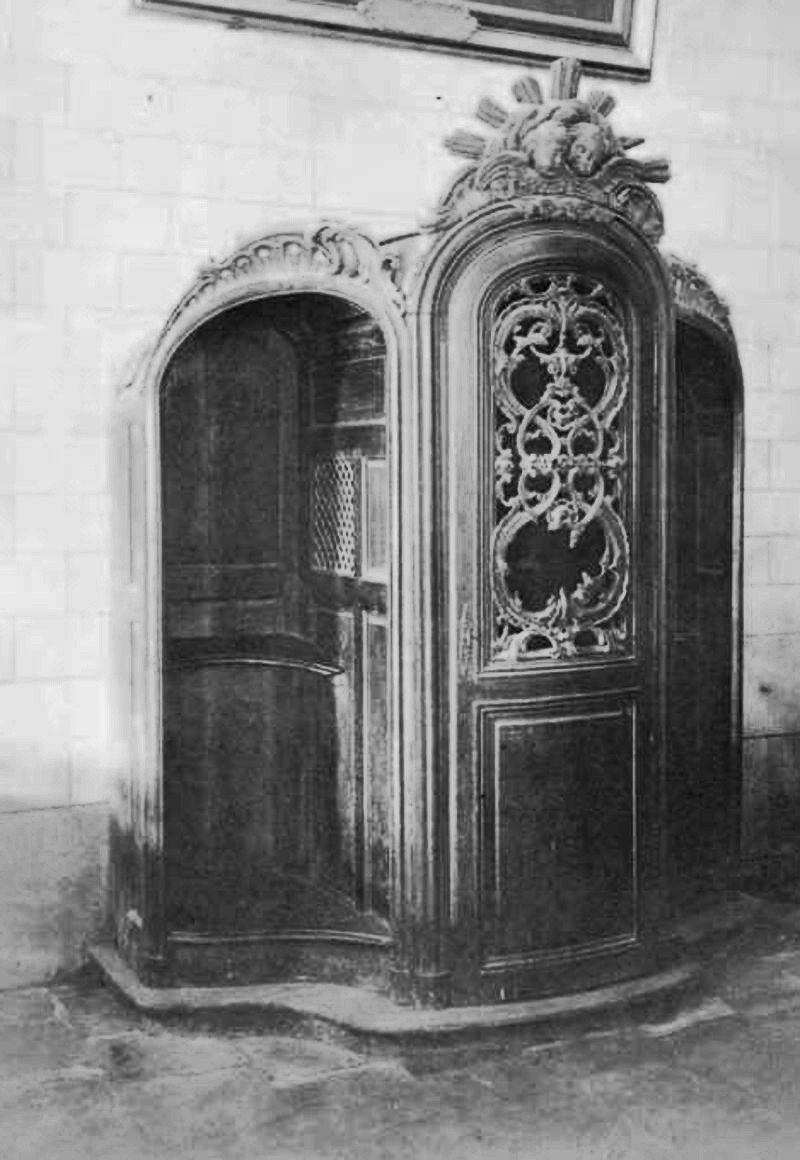
Confessionnal, cliché Brutails.
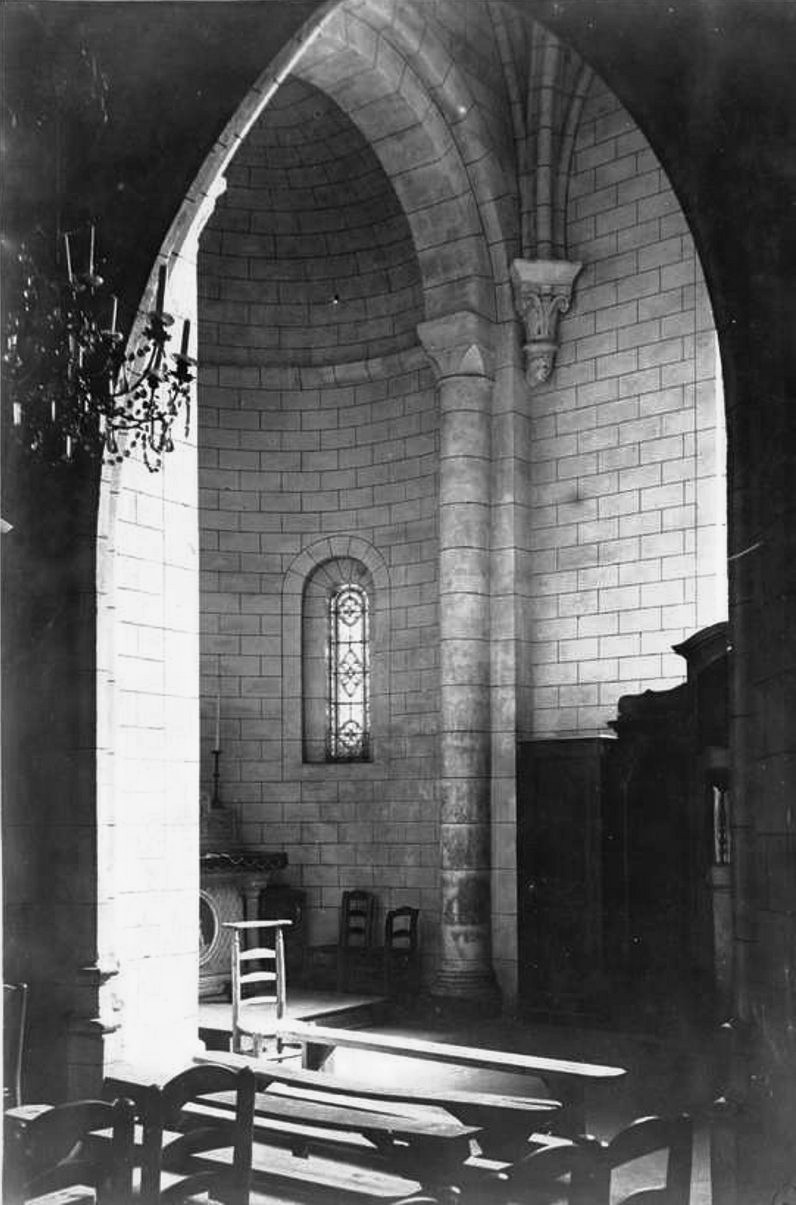
Pilier et chapiteau, cliché Brutails.